# El Gall Editor
El Gall Editor és una editorial de Pollença (Mallorca) que va començar a publicar l'any 1996, a iniciativa de Gracià Sánchez Font. Ha apostat per les traduccions d'obres del panorama literari internacional. A més, publica els Premis Pollença de Literatura en les modalitats de Narrativa i Poesia. Actualment compta amb un catàleg proper a les 150 publicacions.
El llibre més polèmic que ha publicat l'editorial ha estat Ajuntament Bon Dia, en què es tractava de la vida diària de l'ajuntament de Ses Salines i del qual l'Audiència Provincial de les Illes Balears en va ordenar el segrest el febrer de 2004.
El 2009 publicà l'edició en facsímil de La nostra terra, una revista que s'edità a Mallorca del 1928 al 1936. Entre les seves col·leccions, destaca Ramon Llull, que se centra en la divulgació de treballs de l'àmbit cultural en tots els seus aspectes. Entre els autors de l'editorial, hi ha Albert Herranz Hammer, Antonio Lobo Antunes, i Blai Bonet. Ha editat més d'una vintena de col·leccions, entre les quals destaquen El cabàs de narrativa en general i Els fiters d'assaig sobre temes d'abast general.